# Экспорт (пиво)
Экспорт (Export) — марка светлого пива низового брожения, известная с 1860-х годов. Возникновение названия объясняется способностью этого напитка сохранять свои качества при длительных и дальних перевозках (то есть при отправке на экспорт).

## Описания
Экспорт — пиво с плотностью (экстрактивностью начального сусла) 12-14 %. Эта марка заметно крепче, чем классический пилснер, со средним содержанием алкоголя 5,4-5,6 % об. У «Экспорта» менее подчёркнутый хмелевой тон, чем у пилснера (горечь 20-25 ВЕ), ощущается полнота вкуса. Пиво мягкое, ароматное.
Вольфганг Кунце в своей книге «Технология солода и пива» отмечает, что название «несколько вводит в заблуждение» и описывает средний состав пива «Экспорт» следующим образом:
- Экстрактивность начального сусла — 12,47 %
- Видимый экстракт — 2,42 %
- Действительный экстракт — 4,32 %
- Содержание спирта, масс. — 4,22 %
- Содержание спирта, об. — 5,38 %
- Степень сбраживания готового пива — 81,3 %
- pH — 4,61
- Цветность — 8,2 ЕВС
- Горечь — 23,2 ВЕ
- Пеностойкость (R&C) — 118 с

## «Экспорт дортмундер»
Пиво Экспорт (Export, «Дортмундер», «Экспорт дортмундер», Экспортное) с 1873 года производится в г. Дортмунд (Германия).
В 1873 году, с ростом популярности пильзнеров, несколько крупнейших пивоварен объединились в т. н. Dortmunder Union Brauerei (DUB; регистрация предприятия произошла 30 января 1873 года) и начали производство двух относительно новых для того времени сортов: классического лагера и немного более крепкой версии — «Экспортного» — с содержанием алкоголя ~5,5 %об. Первый сорт со временем уступил «экспорту» в популярности и практически исчез. Название «Экспортное» появилось в 1887 году в то время, когда DUB осуществил свою первую поставку в г. Аахен. Тогда предприятие выпускало 75 000 гектолитров пива в год.
На рубеже 19-20 столетий объём производства достиг 194 000 гектолитров, и основная масса приходилась на «экспортное» пиво и Рурский регион.
До 1970 года «Экспорт» (или «Дортмундер» — Дортмундское) был самым популярным сортом севера Германии, уступив лидерство позднее классическому «пилсу». Однако среди любителей пиво «экспорт» и в настоящее время пользуется большим спросом, занимая второе место среди пива низового брожения и составляя около 8 % пивного рынка Германии в целом.
Американская ассоциация пивоваров (Brewers Association) в своём дегустационной конкурсе «World Beer Cup» приводит такое описание:

«Дортмундер» характеризуется средней хмелевой горечью. Вкус и аромат хмеля ощущаются, но в незначительной степени. Сладковатый солодовый привкус также выражен слабо, и не должен иметь карамельного характера. По цвету для данного стиля возможен диапазон от светло-желтого до темно-золотистого. Плотность средняя. Не допускается присутствие во вкусе фруктовых эфиров и диацетила, а также замутнение при охлаждении.
В отдельную категорию «Экспорт/Дортмундер» выделяется в обязательном порядке в таких дегустационных конкурсах, как International Beer Challenge, World Beer Awards, European Beer Star и др.

## «Экспорт» в других странах
- Carlsberg Export
- Holsten Export
- Fagerhult Export
- Tucher Übersee Export
- Жигули Барное Export
- Hubauer Export
- Kuld Export
- Saku Kuld Export 4.5
- Berliner Kindl Export
- Балтика 7 Экспортное

### В России
Пиво «Экспорт» было давно известно в дореволюционной России. В «Указателе V. Московской выставки русскихъ мануфактурныхъ произведеній» 1865 года находим:

Россійско-Баварское пивоваренное общество, подъ фирмою «Баварія»

Пивоваренный завод находится в С.- Петербурге, открыт 1-го Января 1865 года, приводится в действие паровыми машинами в 25 сил. Рабочих 250 человек. Пиво под названием экспорт — 2,50 руб. за ведро.— 
Д-р Л. Н. Симонов в 1898 году приводит следующие «данные анализа относительно процентного содержания вытяжки и спирта некоторых из наиболее известных сортов хлебного пива»: для Мюнхенского вывозного (Spatenbräu-ExportBier) это 6,6 % вытяжки (то есть содержание сухих веществ в готовом пиве или действительный экстракт) и 3,9 % спирта (весовых)..